# Иэн (ураган)
Ураган Иэ́н (англ. Ian, на русском языке также встречаются варианты транслитерации Ие́н, Иа́н, Ян и Йен) — разрушительный тропический циклон пятой категории по шкале Саффира—Симпсона, обрушившийся в сентябре 2022 года на атлантическое побережье Америки. Нанёс наибольший ущерб западной Кубе и юго-востоку США. Это второй крупный ураган сезона атлантических ураганов 2022 года, а также третий по нанесённому материальному ущербу ураган в истории США.
Иэн возник из-за тропической волны, которая была обнаружена Национальным ураганным центром США к востоку от Наветренных островов 19 сентября 2022 года. Два дня спустя волна переместилась в Карибское море, принеся ветры и проливные дожди на острова ABC, Тринидад и Тобаго, а также северные побережья Венесуэлы и Колумбии. Позже появились признаки перехода в тропическую депрессию. После усиления до тропического шторма Иэн превратился в ураган, а затем быстро усилился до урагана категории три, когда обрушился на западную Кубу. Значительный штормовой нагон и проливные дожди затронули Кубу, и вся провинция Пинар-дель-Рио осталась без электричества. Иэн немного ослаб во время своего пребывания на суше, но вновь усилился, как только переместился в юго-восточную часть Мексиканского залива, превратившись в ураган категории четыре рано утром 28 сентября 2022 года. Он начал продвигаться к западному побережью Флориды. Сила урагана оставалась на уровне четвёртой категории, когда он обрушился на юго-запад Флориды на острове Кайо-Коста, став пятым по силе ураганом за всю историю наблюдений, обрушившимся на прилегающие Континентальные штаты. После второго выхода на сушу на юго-западе Флориды Иэн быстро ослаб до тропического шторма, прежде чем вернуться в Атлантику, где снова усилился до урагана и обрушился на Южную Каролину.
Иэн нанёс катастрофический ущерб некоторым районам юго-запада Флориды, в основном в результате наводнения из-за сильного штормового нагона и осадков. В частности, сильно пострадали города Форт-Майерс, Кейп-Корал и Нейплс. Миллионы людей остались без электричества. Иэн привёл к, по меньшей мере, 132 смертям по состоянию на 5 октября и около 10 000 пропавших без вести по состоянию на 3 октября. Приблизительный ущерб оценивается в 112 миллиардов долларов.

## Метеорологическая история

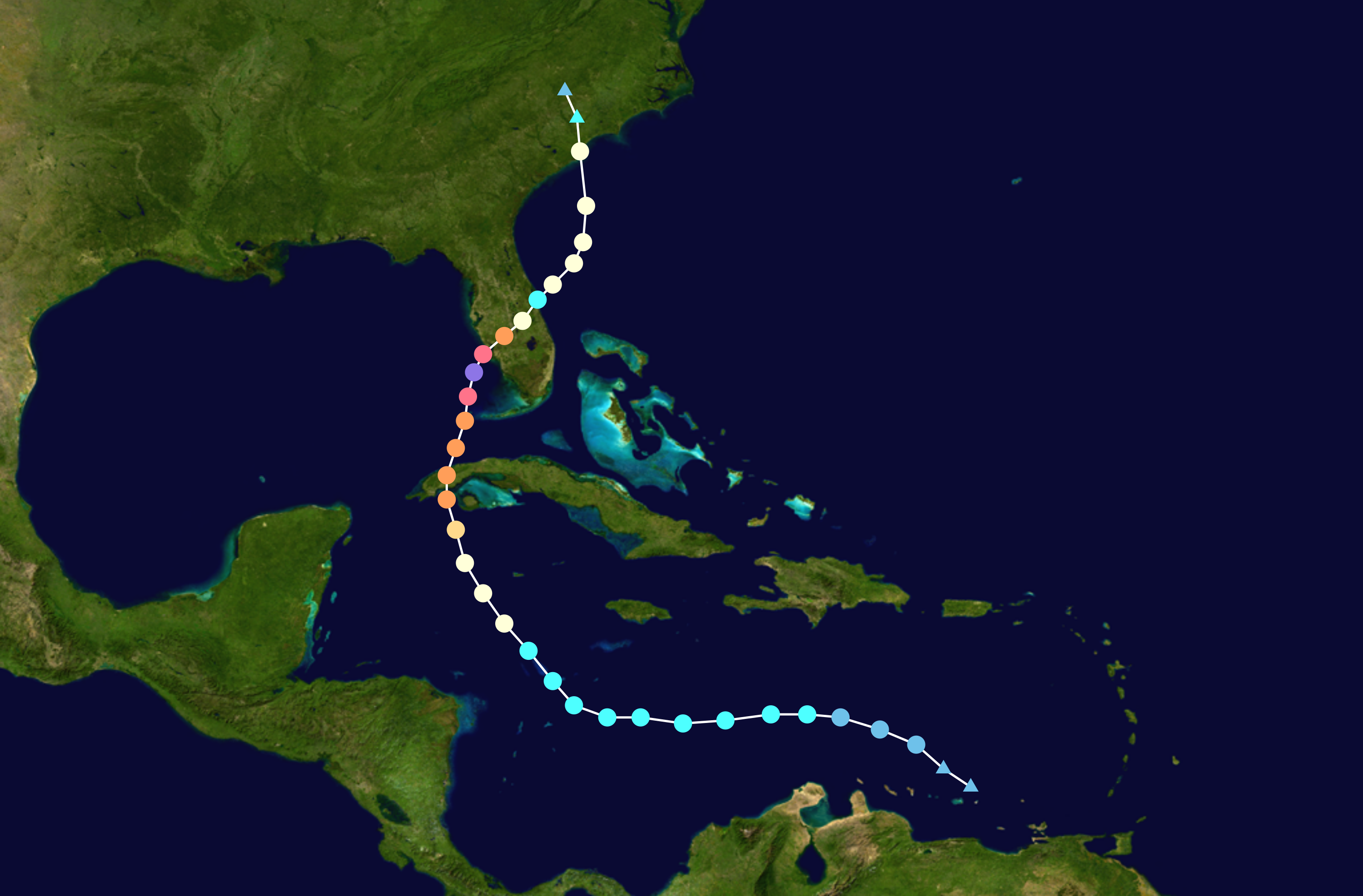
Карта траектории и интенсивности шторма в соответствии со шкалой Саффира — Симпсона

19 сентября Национальный ураганный центр США начал отслеживать тропическую волну, обозначенную как Invest-98L к востоку от Наветренных островов. Два дня спустя волна прошла над Тринидадом и Тобаго, а затем вошла в юго-восточную часть Карибского бассейна и 22 сентября приблизилось к островам ABC и северному побережью Южной Америки. В течение того же дня, по мере того как волна распространялась с запада на северо-запад, она проявляла признаки растущей силы. Однако сильный сдвиг ветра со скоростью 45—55 км/ч, вызванный оттоком от урагана Фиона, препятствовал развитию в тропическую депрессию. В течение ночи на следующий день конвекция волны усилилась и стала постоянной. В результате 23 сентября ранним утром она была обозначена как тропическая депрессия Девять.
К 03:00 UTC 24 сентября скорость ветра в депрессии увеличилась до 65 км/ч. Он был признан ураганом. Ему было присвоено имя Иэн. Примерно в 08:30 UTC 27 сентября быстро усиливающийся Иэн обрушился на западную Кубу с устойчивым ветром 205 км/ч, став самым сильным тропическим циклоном, обрушившимся на провинцию Пинар-дель-Рио со времён урагана Густав в 2008 году. Иэн немного ослаб над сушей, но оставался крупным ураганом. Он вошёл в юго-восточную часть Мексиканского залива около 14:00 UTC и немного усилился.
В 09:00 UTC 28 сентября он превратился в очень мощный ураган четвёртой категории. К 10:35 UTC 28 сентября Иэн усилился до 250 км/ч по мере приближения к юго-западной Флориде. В 19:05 UTC Иэн обрушился на Кайо-Коста при устойчивом ветре 240 км/ч, став первым ураганом четвёртой категории, обрушившимся на юго-запад Флориды со времён урагана Чарли в 2004 году, который обрушился на берег в том же месте. Затем Иэн вышел на землю во второй раз к югу от Пунта-Горда в 20:35 UTC при ветре 235 км/ч. В тот день в 23:00 UTC Иэн ослаб до урагана третьей категории. Постоянное взаимодействие с сушей привело к фрикционному смещению системы, и это в сочетании с высоким вертикальным сдвигом ветра привело к тому, что к 09:00 UTC Иэн быстро превратился в тропический шторм, двигаясь на северо-северо-восток от восточного побережья Флориды. Позже в тот же день Иэн усилился до урагана первой категории. Утром 30 сентября система повернула на север и ускорилась в направлении побережья Южной Каролины. За это время ураган несколько усилился. В тот день Иэн в третий раз вышел на сушу недалеко от Джорджтауна, Южная Каролина, около 18:00 UTC, при устойчивом ветре 140 км/ч. Иэн начал ослабевать в глубине страны и превратился в посттропический циклон над прибрежной Южной Каролиной через три часа после выхода на сушу. Циклон рассеялся над южной Виргинией поздно вечером 1 октября.

## Последствия
| Страна | Регион            | Погибших |
| ------ | ----------------- | -------- |
| Куба   | Пинар-дель-Рио    | 5        |
| США    | Флорида           | 120      |
| США    | Северная Каролина | 5        |
| США    | Офшорные зоны     | 2        |
| Всего  | Всего             | 132      |

По данным на 5 октября, Иэн привёл к, по меньшей мере, 132 смертям.

### Куба

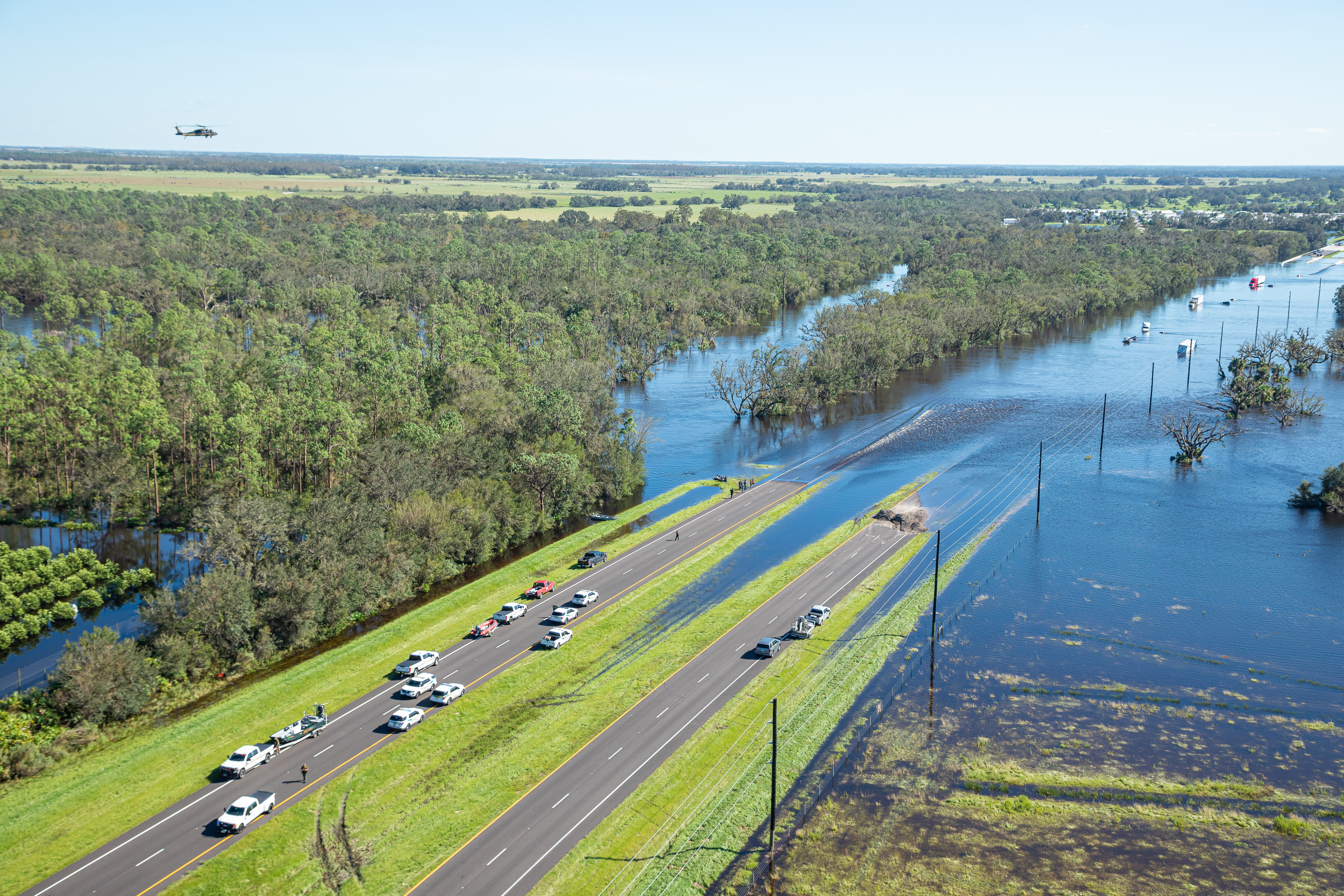
Затопленная дорога во Флориде

Обрушившись на западную Кубу как ураган третьей категории, Иэн нанёс значительный ущерб провинциям Пинар-дель-Рио и Маябеке. Он обрушился на берег в 4:30 по местному времени 27 сентября в Пинар-дель-Рио. Порывы ветра достигали 208 км/ч в Сан-Хуан-и-Мартинес. На острове Исла-де-ла-Хувентуд за 24 часа выпало в общей сложности 108,3 мм осадков. Значительный штормовой прилив произошло вдоль берегов залива Гуанахакабибес и острова Исла-де-ла-Хувентуд. В провинции Пинар-дель-Рио с населением 850 000 человек полностью отключилась электроэнергия. Кубинский институт метеорологии, расположенный в Гаване, сообщил о постоянном ветре со скоростью 90 км/ч и 140 км/ч во второй половине дня 27 сентября. Ранним утром 28 сентября ураган обесточил всю Кубу, в результате чего более 11 миллионов человек остались без электричества. На Кубе погибли пять человек.

Массовые отключения электроэнергии привели к протестам на Кубе. По меньшей мере 400 демонстрантов потребовали от правительства восстановить электроснабжение и доступ в Интернет. Просьба о чрезвычайной помощи к США была одобрена президентом Джо Байденом 30 сентября.

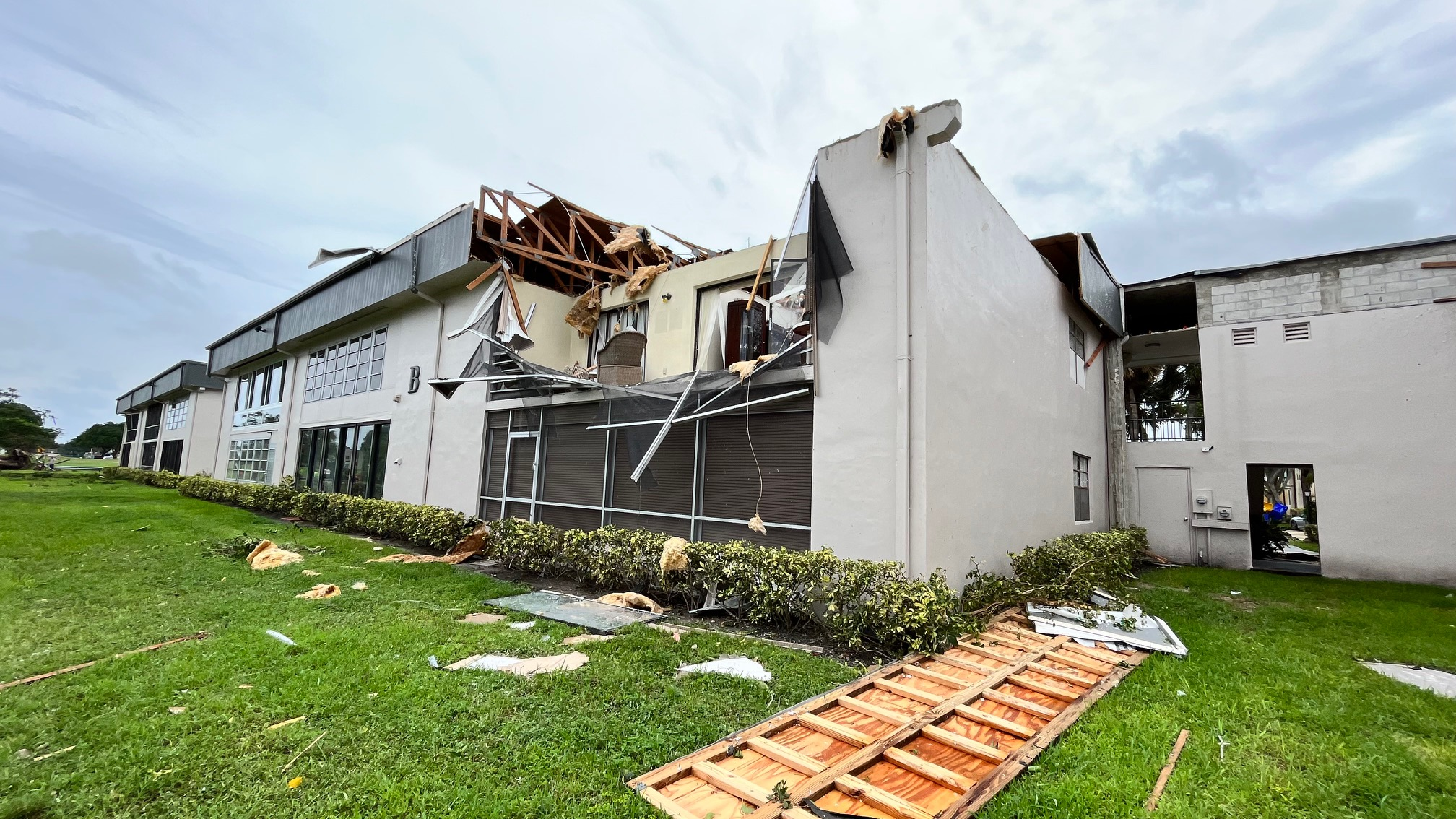
Последствия урагана в Кингс-Пойнт, штат Флорида

### США
Сообщалось о нескольких выходах на сушу торнадо в южной Флориде по мере приближения урагана, одно из которых серьёзно повредило более 15 самолётов и несколько ангаров в аэропорту Норт-Перри в округе Бровард. Другой торнадо в ночь на 27 сентября перевернул несколько автомобилей, выбил стёкла и повалил большое дерево на жилой дом в Кингс-Пойнт в округе Палм-Бич. В городе Ки-Уэст был зафиксирован третий по величине штормовой нагон с 1913 года.
В связи с тем, что 28 сентября ураган обрушился на юго-запад Флориды, Национальная метеорологическая служба США выпустила несколько предупреждений об экстремальном ветре, указывая на вероятность устойчивого ветра 185 км/ч или выше. Кроме того, Национальный ураганный центр в 15:00 UTC предупредила, что ураган Иэн приближается к берегу. Устойчивый ураганный ветер был подтверждён в нескольких местах в точке выхода на сушу на юго-западе Флориды, включая одно сообщение к юго-востоку от Кейп-Корала, где был зафиксирован порыв ветра 225 км/ч, примерно во время второго выхода Иэна на сушу. Частная метеостанция близ Порт-Шарлотта сообщила о постоянном ветре со скоростью 185 км/ч при порывах ветра 212 км/ч. В 19:47 EDT, Национальная метеорологическая служба объявила чрезвычайное положение из-за внезапного наводнения, вызванного осадками до 48 см. Количество осадков в Понсе-Инлет составило 80,1 см.
Вскоре после того, как условия в пострадавших районах Флориды улучшились, в этот район были направлены поисково-спасательные команды, службы быстрого реагирования и коммунальные работники из незатронутых районов Флориды и по всей стране. Американский Красный Крест мобилизовался и начал предоставлять кров и припасы нуждающимся. Другие организации, международные, федеральные и местные, мобилизовались, чтобы помочь распространить помощь среди пострадавшего населения в форме как денежных, так и физических пожертвований. Поступали сообщения о мародёрстве и кражах на нескольких предприятиях округа Ли, штат Флорида, в том числе о кражах предметов первой необходимости в разгар шторма, что побудило чиновников ввести комендантский час в округе.
Штормовой нагон также стал серьёзной проблемой для юго-западной Флориды. В Неаполе поднялись прибрежные паводковые воды. Вода попала на первый этаж нескольких гаражей, повредив множество автомобилей. Пожарная часть была полностью затоплена, что привело к существенному повреждению почти всего оборудования в здании. В больнице на севере Нейплся были затоплены отделение скорой помощи и вертолётная площадка. Были затоплены участки трассы 41 США близ Карнестауна.

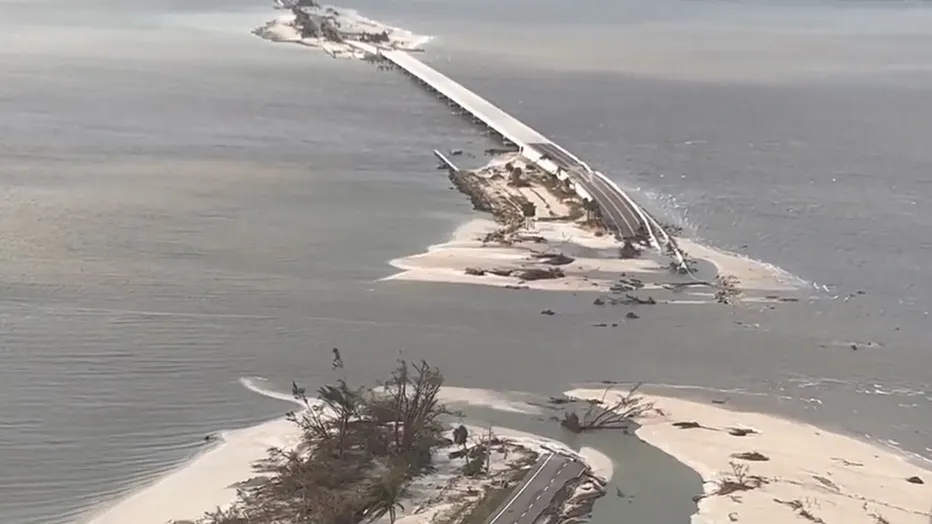
Обрушившаяся дамба Санибел

В целом, более 2,4 миллиона человек во Флориде остались без электричества в результате урагана. Большая часть дамбы Санибел обрушилась и была смыта во время шторма, перекрыв доступ транспортных средств на одноимённый остров и в город на нём. По данным CoreLogic, застрахованный ущерб от шторма во Флориде оценивается приблизительно в 47 миллиардов долларов.
По меньшей мере 127 человек погибли в США (120 во Флориде, 5 в Северной Каролине и 2 в офшорных зонах).